# Campionato europeo maschile di pallavolo 2019
Il campionato europeo maschile di pallavolo 2019 si è svolto dal 12 al 29 settembre 2019 a Montpellier, Nantes e Parigi, in Francia, a Lubiana, in Slovenia, ad Anversa e Bruxelles, in Belgio, e ad Amsterdam, Apeldoorn e Rotterdam, nei Paesi Bassi: al torneo hanno partecipato ventiquattro squadre nazionali europee e la vittoria finale è andata per la terza volta alla Serbia.

## Qualificazioni
Al torneo hanno partecipato: le quattro nazionali dei paesi organizzatori, le prime otto nazionali classificate al campionato europeo 2017 (in questo caso si è qualificata la decima e l'undicesima classificata in quanto il Belgio e la Slovenia, rispettivamente quarta e ottava nella precedente edizione, sono già qualificate come paese organizzatore, mentre la nona classificata nella precedente edizione, ossia la Francia, viene esclusa dai criteri di qualificazione in quanto già qualificata come paese organizzatore) e dodici nazionali qualificate tramite il torneo di qualificazione.

## Impianti
|                                                                             |                                                               |                                                                        |
|                                                                             |                                                               |                                                                        |
| Park&Suites Arena Città: Montpellier Capienza: 10 700 Anno d'apertura: 2010 | Hall XXL Città: Nantes Capienza: 10 200 Anno d'apertura: 2013 | AccorHotels Arena Città: Parigi Capienza: 20 300 Anno d'apertura: 1984 |

|                                                                     |                                                                  |                                                                   |
|                                                                     |                                                                  |                                                                   |
| Arena Stožice Città: Lubiana Capienza: 12 480 Anno d'apertura: 2010 | Lotto Arena Città: Anversa Capienza: 5 218 Anno d'apertura: 2007 | Sportpaleis Città: Anversa Capienza: 23 359 Anno d'apertura: 1933 |

|                                                                   |                                                                         |                                                                            |
|                                                                   |                                                                         |                                                                            |
| Palais 12 Città: Bruxelles Capienza: 15 000 Anno d'apertura: 2013 | Sporthallen Zuid Città: Amsterdam Capienza: 6 000 Anno d'apertura: 1975 | Omnisport Apeldoorn Città: Apeldoorn Capienza: 5 000 Anno d'apertura: 2008 |

|                                                                        |  |  |
|                                                                        |  |  |
| Rotterdam Ahoy Città: Rotterdam Capienza: 15 818 Anno d'apertura: 1971 |  |  |

## Regolamento

### Formula
Le squadre hanno disputato una prima fase a gironi con formula del girone all'italiana; al termine della prima fase le prime quattro classificate di ogni girone hanno acceduto alla fase finale, strutturata in ottavi di finale, quarti di finale, semifinali, finale per il terzo posto e finale.

### Criteri di classifica
Se il risultato finale è stato di 3-0 o 3-1 sono stati assegnati 3 punti alla squadra vincente e 0 a quella sconfitta, se il risultato finale è stato di 3-2 sono stati assegnati 2 punti alla squadra vincente e 1 a quella sconfitta.
L'ordine del posizionamento in classifica è stato definito in base a:
- Numero di partite vinte;
- Punti;
- Ratio dei set vinti/persi;
- Ratio dei punti realizzati/subiti;
- Risultati degli scontri diretti.

## Squadre partecipanti
| Squadra            | Qualificazione                               | Ultima partecipazione               |
| ------------------ | -------------------------------------------- | ----------------------------------- |
| Austria            | Migliore seconda al torneo di qualificazione | / Austria e Repubblica Ceca 2011    |
| Belgio             | Paese organizzatore                          | Polonia 2017                        |
| Bielorussia        | 1ª al torneo di qualificazione (girone E)    | / Bulgaria e Italia 2015            |
| Bulgaria           | 6ª al campionato europeo 2017                | Polonia 2017                        |
| Estonia            | 1ª al torneo di qualificazione (girone B)    | Polonia 2017                        |
| Finlandia          | Migliore seconda al torneo di qualificazione | Polonia 2017                        |
| Francia            | Paese organizzatore                          | Polonia 2017                        |
| Germania           | 2ª al campionato europeo 2017                | Polonia 2017                        |
| Grecia             | 1ª al torneo di qualificazione (girone G)    | Turchia 2009                        |
| Italia             | 5ª al campionato europeo 2017                | Polonia 2017                        |
| Macedonia del Nord | Migliore seconda al torneo di qualificazione | Debutto                             |
| Montenegro         | Migliore seconda al torneo di qualificazione | Debutto                             |
| Paesi Bassi        | Paese organizzatore                          | Polonia 2017                        |
| Polonia            | 10ª al campionato europeo 2017               | Polonia 2017                        |
| Portogallo         | 1ª al torneo di qualificazione (girone D)    | / Austria e Repubblica Ceca 2011    |
| Rep. Ceca          | 7ª al campionato europeo 2017                | Polonia 2017                        |
| Romania            | 1ª al torneo di qualificazione (girone A)    | Grecia 1995                         |
| Russia             | 1ª al campionato europeo 2017                | Polonia 2017                        |
| Serbia             | 3ª al campionato europeo 2017                | Polonia 2017                        |
| Slovacchia         | 1ª al torneo di qualificazione (girone C)    | Polonia 2017                        |
| Slovenia           | Paese organizzatore                          | Polonia 2017                        |
| Spagna             | Migliore seconda al torneo di qualificazione | Polonia 2017                        |
| Turchia            | 11ª al campionato europeo 2017               | Polonia 2017                        |
| Ucraina            | 1ª al torneo di qualificazione (girone F)    | / Italia e Serbia e Montenegro 2005 |

## Torneo

### Fase a gironi
I gironi sono stati sorteggiati il 16 gennaio 2019 all'interno dell'Atomium a Bruxelles.
| Girone A   | Girone B   | Girone C           | Girone D    |
| ---------- | ---------- | ------------------ | ----------- |
| Bulgaria   | Austria    | Bielorussia        | Estonia     |
| Francia    | Belgio     | Finlandia          | Montenegro  |
| Grecia     | Germania   | Macedonia del Nord | Paesi Bassi |
| Italia     | Serbia     | Russia             | Polonia     |
| Portogallo | Slovacchia | Slovenia           | Rep. Ceca   |
| Romania    | Spagna     | Turchia            | Ucraina     |

#### Girone A

##### Risultati
| 12 settembre 2019 Park&Suites Arena, Montpellier Durata: 1h:18 - Spettatori: 1 152 | Bulgaria   | 3 - 0 | Grecia     | 25-22, 25-16, 25-20        |
| 12 settembre 2019 Park&Suites Arena, Montpellier Durata: 1h:20 - Spettatori: 965   | Portogallo | 0 - 3 | Italia     | 21-25, 10-25, 22-25        |
| 12 settembre 2019 Park&Suites Arena, Montpellier Durata: 1h:04 - Spettatori: 4 971 | Francia    | 3 - 0 | Romania    | 25-19, 25-14, 25-16        |
| 13 settembre 2019 Park&Suites Arena, Montpellier Durata: 1h:24 - Spettatori: 190   | Bulgaria   | 3 - 0 | Romania    | 28-26, 25-20, 25-20        |
| 13 settembre 2019 Park&Suites Arena, Montpellier Durata: 1h:55 - Spettatori: 438   | Italia     | 3 - 1 | Grecia     | 17-25, 25-23, 25-19, 25-18 |
| 14 settembre 2019 Park&Suites Arena, Montpellier Durata: 1h:11 - Spettatori: 5 617 | Grecia     | 0 - 3 | Francia    | 14-25, 18-25, 24-26        |
| 14 settembre 2019 Park&Suites Arena, Montpellier Durata: 2h:09 - Spettatori: 503   | Bulgaria   | 3 - 1 | Portogallo | 25-23, 28-30, 25-23, 25-22 |
| 15 settembre 2019 Park&Suites Arena, Montpellier Durata: 1h:36 - Spettatori: 566   | Romania    | 1 - 3 | Italia     | 15-25, 14-25, 25-23, 14-25 |
| 15 settembre 2019 Park&Suites Arena, Montpellier Durata: 1h:07 - Spettatori: 5 083 | Portogallo | 0 - 3 | Francia    | 11-25, 20-25, 23-25        |
| 16 settembre 2019 Park&Suites Arena, Montpellier Durata: 2h:03 - Spettatori: 104   | Romania    | 1 - 3 | Grecia     | 25-23, 24-26, 25-27, 21-25 |
| 16 settembre 2019 Park&Suites Arena, Montpellier Durata: 1h:11 - Spettatori: 5 021 | Francia    | 3 - 0 | Bulgaria   | 25-19, 25-21, 25-14        |
| 17 settembre 2019 Park&Suites Arena, Montpellier Durata: 1h:45 - Spettatori: 202   | Grecia     | 1 - 3 | Portogallo | 25-19, 21-25, 23-25, 17-25 |
| 17 settembre 2019 Park&Suites Arena, Montpellier Durata: 1h:55 - Spettatori: 613   | Italia     | 3 - 1 | Bulgaria   | 22-25, 25-23, 25-21, 25-17 |
| 18 settembre 2019 Park&Suites Arena, Montpellier Durata: 1h:44 - Spettatori: 228   | Portogallo | 1 - 3 | Romania    | 21-25, 25-19, 18-25, 23-25 |
| 18 settembre 2019 Park&Suites Arena, Montpellier Durata: 1h:58 - Spettatori: 7 114 | Francia    | 3 - 1 | Italia     | 25-22, 22-25, 25-21, 25-22 |

##### Classifica
| Pos. | Squadra    | Pt | G | V | P | SV | SP | Ratio  | PF  | PS  | Ratio |
| ---- | ---------- | -- | - | - | - | -- | -- | ------ | --- | --- | ----- |
| 1.   | Francia    | 15 | 5 | 5 | 0 | 15 | 1  | 15,000 | 398 | 303 | 1,314 |
| 2.   | Italia     | 12 | 5 | 4 | 1 | 13 | 6  | 2,167  | 452 | 389 | 1,162 |
| 3.   | Bulgaria   | 9  | 5 | 3 | 2 | 10 | 7  | 1,429  | 396 | 394 | 1,005 |
| 4.   | Grecia     | 3  | 5 | 1 | 4 | 5  | 13 | 0,385  | 386 | 432 | 0,894 |
| 5.   | Portogallo | 3  | 5 | 1 | 4 | 5  | 13 | 0,385  | 386 | 433 | 0,891 |
| 6.   | Romania    | 3  | 5 | 1 | 4 | 5  | 13 | 0,385  | 372 | 439 | 0,847 |

      Qualificata agli ottavi di finale.

#### Girone B

##### Risultati
| 13 settembre 2019 Palais 12, Bruxelles Durata: 1h:14 - Spettatori: 550   | Serbia     | 3 - 0 | Germania   | 25-21, 25-17, 25-15               |
| 13 settembre 2019 Palais 12, Bruxelles Durata: 2h:14 - Spettatori: 800   | Slovacchia | 3 - 2 | Spagna     | 25-23, 25-23, 20-25, 16-25, 18-16 |
| 13 settembre 2019 Palais 12, Bruxelles Durata: 1h:24 - Spettatori: 3 100 | Belgio     | 3 - 0 | Austria    | 25-17, 25-23, 25-17               |
| 14 settembre 2019 Palais 12, Bruxelles Durata: 2h:08 - Spettatori: 4 100 | Germania   | 2 - 3 | Belgio     | 23-25, 17-25, 25-22, 25-15, 13-15 |
| 14 settembre 2019 Palais 12, Bruxelles Durata: 1h:57 - Spettatori: 1 200 | Slovacchia | 3 - 1 | Austria    | 19-25, 25-20, 25-21, 25-15        |
| 15 settembre 2019 Lotto Arena, Anversa Durata: 1h:08 - Spettatori: 4 750 | Spagna     | 0 - 3 | Belgio     | 17-25, 21-25, 14-25               |
| 15 settembre 2019 Lotto Arena, Anversa Durata: 1h:15 - Spettatori: 900   | Serbia     | 3 - 0 | Slovacchia | 25-19, 25-20, 25-21               |
| 16 settembre 2019 Lotto Arena, Anversa Durata: 1h:10 - Spettatori: 200   | Austria    | 0 - 3 | Germania   | 23-25, 15-25, 16-25               |
| 16 settembre 2019 Lotto Arena, Anversa Durata: 1h:50 - Spettatori: 250   | Spagna     | 1 - 3 | Serbia     | 25-21, 19-25, 19-25, 20-25        |
| 17 settembre 2019 Lotto Arena, Anversa Durata: 2h:14 - Spettatori: 350   | Austria    | 2 - 3 | Spagna     | 23-25, 28-26, 23-25, 25-23, 11-15 |
| 17 settembre 2019 Lotto Arena, Anversa Durata: 1h:17 - Spettatori: 2 500 | Slovacchia | 0 - 3 | Belgio     | 23-25, 20-25, 15-25               |
| 18 settembre 2019 Lotto Arena, Anversa Durata: 1h:24 - Spettatori: 500   | Germania   | 3 - 0 | Slovacchia | 25-23, 30-28, 25-19               |
| 18 settembre 2019 Lotto Arena, Anversa Durata: 1h:20 - Spettatori: 4 400 | Belgio     | 0 - 3 | Serbia     | 19-25, 21-25, 19-25               |
| 19 settembre 2019 Lotto Arena, Anversa Durata: 1h:43 - Spettatori: 50    | Spagna     | 3 - 1 | Germania   | 25-22, 25-20, 18-25, 25-19        |
| 19 settembre 2019 Lotto Arena, Anversa Durata: 1h:09 - Spettatori: 120   | Serbia     | 3 - 0 | Austria    | 25-16, 25-22, 25-20               |

##### Classifica
| Pos. | Squadra    | Pt | G | V | P | SV | SP | Ratio  | PF  | PS  | Ratio |
| ---- | ---------- | -- | - | - | - | -- | -- | ------ | --- | --- | ----- |
| 1.   | Serbia     | 15 | 5 | 5 | 0 | 15 | 1  | 15,000 | 396 | 313 | 1,265 |
| 2.   | Belgio     | 11 | 5 | 4 | 1 | 12 | 5  | 2,400  | 386 | 345 | 1,119 |
| 3.   | Germania   | 7  | 5 | 2 | 3 | 9  | 9  | 1,000  | 397 | 394 | 1,008 |
| 4.   | Spagna     | 6  | 5 | 2 | 3 | 9  | 12 | 0,750  | 454 | 471 | 0,964 |
| 5.   | Slovacchia | 5  | 5 | 2 | 3 | 6  | 12 | 0,500  | 386 | 423 | 0,913 |
| 6.   | Austria    | 1  | 5 | 0 | 5 | 3  | 15 | 0,200  | 360 | 433 | 0,831 |

      Qualificata agli ottavi di finale.

#### Girone C

##### Risultati
| 12 settembre 2019 Arena Stožice, Lubiana Durata: 1h:34 - Spettatori: 250    | Turchia            | 1 - 3 | Russia             | 13-25, 25-23, 17-25, 15-25        |
| 12 settembre 2019 Arena Stožice, Lubiana Durata: 1h:56 - Spettatori: 1 150  | Finlandia          | 3 - 1 | Macedonia del Nord | 25-23, 25-22, 23-25, 25-21        |
| 12 settembre 2019 Arena Stožice, Lubiana Durata: 1h:20 - Spettatori: 4 435  | Slovenia           | 3 - 0 | Bielorussia        | 25-17, 25-14, 25-19               |
| 13 settembre 2019 Arena Stožice, Lubiana Durata: 1h:16 - Spettatori: 310    | Macedonia del Nord | 0 - 3 | Turchia            | 20-25, 23-25, 13-25               |
| 13 settembre 2019 Arena Stožice, Lubiana Durata: 1h:40 - Spettatori: 125    | Bielorussia        | 1 - 3 | Russia             | 25-23, 17-25, 22-25, 10-25        |
| 14 settembre 2019 Arena Stožice, Lubiana Durata: 1h:24 - Spettatori: 1 972  | Macedonia del Nord | 0 - 3 | Russia             | 15-25, 16-25, 28-30               |
| 14 settembre 2019 Arena Stožice, Lubiana Durata: 2h:06 - Spettatori: 7 863  | Slovenia           | 3 - 1 | Finlandia          | 25-18, 26-24, 24-26, 25-15        |
| 15 settembre 2019 Arena Stožice, Lubiana Durata: 2h:17 - Spettatori: 3 052  | Bielorussia        | 3 - 2 | Finlandia          | 13-25, 17-25, 30-28, 25-22, 15-13 |
| 15 settembre 2019 Arena Stožice, Lubiana Durata: 1h:37 - Spettatori: 6 048  | Turchia            | 0 - 3 | Slovenia           | 28-30, 16-25, 23-25               |
| 16 settembre 2019 Arena Stožice, Lubiana Durata: 1h:24 - Spettatori: 3 223  | Russia             | 3 - 0 | Finlandia          | 25-17, 26-24, 25-22               |
| 16 settembre 2019 Arena Stožice, Lubiana Durata: 2h:10 - Spettatori: 352    | Bielorussia        | 1 - 3 | Macedonia del Nord | 25-23, 19-25, 27-29, 20-25        |
| 17 settembre 2019 Arena Stožice, Lubiana Durata: 2h:14 - Spettatori: 6 181  | Slovenia           | 1 - 3 | Macedonia del Nord | 24-26, 28-30, 25-19, 24-26        |
| 17 settembre 2019 Arena Stožice, Lubiana Durata: 1h:58 - Spettatori: 392    | Turchia            | 3 - 1 | Bielorussia        | 25-21, 26-24, 20-25, 25-19        |
| 18 settembre 2019 Arena Stožice, Lubiana Durata: 1h:32 - Spettatori: 10 731 | Slovenia           | 0 - 3 | Russia             | 21-25, 21-25, 21-25               |
| 18 settembre 2019 Arena Stožice, Lubiana Durata: 2h:03 - Spettatori: 2 052  | Finlandia          | 3 - 2 | Turchia            | 25-20, 15-25, 18-25, 25-23, 15-12 |

##### Classifica
| Pos. | Squadra            | Pt | G | V | P | SV | SP | Ratio | PF  | PS  | Ratio |
| ---- | ------------------ | -- | - | - | - | -- | -- | ----- | --- | --- | ----- |
| 1.   | Russia             | 15 | 5 | 5 | 0 | 15 | 2  | 7,500 | 427 | 329 | 1,298 |
| 2.   | Slovenia           | 9  | 5 | 3 | 2 | 10 | 7  | 1,429 | 419 | 376 | 1,114 |
| 3.   | Turchia            | 7  | 5 | 2 | 3 | 9  | 10 | 0,900 | 413 | 421 | 0,981 |
| 4.   | Finlandia          | 6  | 5 | 2 | 3 | 9  | 12 | 0,750 | 455 | 472 | 0,964 |
| 5.   | Macedonia del Nord | 6  | 5 | 2 | 3 | 7  | 11 | 0,636 | 409 | 445 | 0,919 |
| 6.   | Bielorussia        | 2  | 5 | 1 | 4 | 6  | 14 | 0,429 | 404 | 484 | 0,830 |

      Qualificata agli ottavi di finale.

#### Girone D

##### Risultati
| 13 settembre 2019 Rotterdam Ahoy, Rotterdam Durata: 1h:42 - Spettatori: 300     | Rep. Ceca   | 1 - 3 | Ucraina     | 21-25, 19-25, 25-19, 22-25        |
| 13 settembre 2019 Rotterdam Ahoy, Rotterdam Durata: 1h:45 - Spettatori: 3 000   | Estonia     | 1 - 3 | Polonia     | 22-25, 27-25, 22-25, 17-25        |
| 13 settembre 2019 Rotterdam Ahoy, Rotterdam Durata: 1h:05 - Spettatori: 3 000   | Paesi Bassi | 3 - 0 | Montenegro  | 25-13, 25-17, 25-15               |
| 14 settembre 2019 Rotterdam Ahoy, Rotterdam Durata: 1h:34 - Spettatori: 3 500   | Ucraina     | 0 - 3 | Paesi Bassi | 26-28, 27-29, 21-25               |
| 14 settembre 2019 Rotterdam Ahoy, Rotterdam Durata: 1h:37 - Spettatori: 3 500   | Estonia     | 0 - 3 | Montenegro  | 23-25, 28-30, 23-25               |
| 15 settembre 2019 Rotterdam Ahoy, Rotterdam Durata: 1h:16 - Spettatori: 11 000  | Paesi Bassi | 0 - 3 | Polonia     | 19-25, 18-25, 19-25               |
| 15 settembre 2019 Rotterdam Ahoy, Rotterdam Durata: 1h:36 - Spettatori: 2 500   | Rep. Ceca   | 3 - 0 | Estonia     | 25-18, 34-32, 28-26               |
| 16 settembre 2019 Rotterdam Ahoy, Rotterdam Durata: 1h:42 - Spettatori: 350     | Montenegro  | 1 - 3 | Ucraina     | 25-19, 18-25, 15-25, 19-25        |
| 16 settembre 2019 Rotterdam Ahoy, Rotterdam Durata: 1h:11 - Spettatori: 2 800   | Polonia     | 3 - 0 | Rep. Ceca   | 25-18, 25-12, 25-15               |
| 17 settembre 2019 Sporthallen Zuid, Amsterdam Durata: 1h:12 - Spettatori: 1 103 | Montenegro  | 0 - 3 | Polonia     | 10-25, 17-25, 19-25               |
| 17 settembre 2019 Sporthallen Zuid, Amsterdam Durata: 1h:55 - Spettatori: 2 500 | Estonia     | 1 - 3 | Paesi Bassi | 25-22, 19-25, 19-25, 20-25        |
| 18 settembre 2019 Sporthallen Zuid, Amsterdam Durata: 1h:10 - Spettatori: 827   | Ucraina     | 3 - 0 | Estonia     | 25-17, 25-15, 25-14               |
| 18 settembre 2019 Sporthallen Zuid, Amsterdam Durata: 2h:05 - Spettatori: 1 470 | Paesi Bassi | 2 - 3 | Rep. Ceca   | 18-25, 25-18, 20-25, 25-22, 14-16 |
| 19 settembre 2019 Sporthallen Zuid, Amsterdam Durata: 2h:09 - Spettatori: 250   | Rep. Ceca   | 2 - 3 | Montenegro  | 23-25, 25-14, 22-25, 25-21, 13-15 |
| 19 settembre 2019 Sporthallen Zuid, Amsterdam Durata: 1h:06 - Spettatori: 1 900 | Polonia     | 3 - 0 | Ucraina     | 25-17, 25-16, 25-15               |

##### Classifica
| Pos. | Squadra     | Pt | G | V | P | SV | SP | Ratio  | PF  | PS  | Ratio |
| ---- | ----------- | -- | - | - | - | -- | -- | ------ | --- | --- | ----- |
| 1.   | Polonia     | 15 | 5 | 5 | 0 | 15 | 1  | 15,000 | 400 | 283 | 1,413 |
| 2.   | Paesi Bassi | 10 | 5 | 3 | 2 | 11 | 7  | 1,571  | 412 | 383 | 1,076 |
| 3.   | Ucraina     | 9  | 5 | 3 | 2 | 9  | 8  | 1,125  | 385 | 367 | 1,049 |
| 4.   | Rep. Ceca   | 6  | 5 | 2 | 3 | 9  | 11 | 0,818  | 433 | 447 | 0,969 |
| 5.   | Montenegro  | 5  | 5 | 2 | 3 | 7  | 11 | 0,636  | 348 | 426 | 0,817 |
| 6.   | Estonia     | 0  | 5 | 0 | 5 | 2  | 15 | 0,133  | 367 | 439 | 0,836 |

      Qualificata agli ottavi di finale.

### Fase finale
|  | Ottavi di finale | Ottavi di finale | Ottavi di finale |  |  | Quarti di finale | Quarti di finale | Quarti di finale |  |    | Semifinali | Semifinali | Semifinali |    |                 | Finale          | Finale          | Finale |
|  |                  |                  |                  |  |  |                  |                  |                  |  |    |            |            |            |    |                 |                 |                 |        |
|  | 1B               | Serbia           | 3                |  |  |                  |                  |                  |  |    |            |            |            |    |                 |                 |                 |        |
|  | 1B               | Serbia           | 3                |  |  |                  |                  |                  |  |    |            |            |            |    |                 |                 |                 |        |
|  | 4D               | Rep. Ceca        | 0                |  |  | 1B               | Serbia           | 3                |  |    |            |            |            |    |                 |                 |                 |        |
|  | 4D               | Rep. Ceca        | 0                |  |  | 1B               | Serbia           | 3                |  |    |            |            |            |    |                 |                 |                 |        |
|  | 2B               | Belgio           | 2                |  |  | 3D               | Ucraina          | 2                |  |    |            |            |            |    |                 |                 |                 |        |
|  | 2B               | Belgio           | 2                |  |  | 3D               | Ucraina          | 2                |  |    |            |            |            |    |                 |                 |                 |        |
|  | 3D               | Ucraina          | 3                |  |  |                  |                  |                  |  | 1B | Serbia     | 3          |            |    |                 |                 |                 |        |
|  | 3D               | Ucraina          | 3                |  |  |                  |                  |                  |  | 1B | Serbia     | 3          |            |    |                 |                 |                 |        |
|  | 1A               | Francia          | 3                |  |  |                  |                  |                  |  |    | 1A         | Francia    | 2          |    |                 |                 |                 |        |
|  | 1A               | Francia          | 3                |  |  |                  |                  |                  |  |    | 1A         | Francia    | 2          |    |                 |                 |                 |        |
|  | 4C               | Finlandia        | 0                |  |  | 1A               | Francia          | 3                |  |    |            |            |            |    |                 |                 |                 |        |
|  | 4C               | Finlandia        | 0                |  |  |                  |                  | 3                |  |    |            |            |            |    |                 |                 |                 |        |
|  | 2A               | Italia           | 3                |  |  | 2A               | Italia           | 0                |  |    |            |            |            |    |                 |                 |                 |        |
|  | 2A               | Italia           | 3                |  |  |                  |                  |                  |  |    |            |            |            |    |                 |                 |                 |        |
|  | 3C               | Turchia          | 0                |  |  |                  |                  |                  |  |    |            |            |            |    | 1B              | Serbia          | 3               |        |
|  | 3C               | Turchia          | 0                |  |  |                  |                  |                  |  |    |            |            |            |    | 1B              | Serbia          | 3               |        |
|  | 1D               | Polonia          | 3                |  |  |                  |                  |                  |  |    |            |            |            |    |                 | 2C              | Slovenia        | 1      |
|  | 1D               | Polonia          | 3                |  |  |                  |                  |                  |  |    |            |            |            |    |                 | 2C              | Slovenia        | 1      |
|  | 4B               | Spagna           | 0                |  |  | 1D               | Polonia          | 3                |  |    |            |            |            |    |                 |                 |                 |        |
|  | 4B               | Spagna           | 0                |  |  |                  |                  |                  |  |    |            |            |            |    |                 |                 |                 |        |
|  | 2D               | Paesi Bassi      | 1                |  |  | 3B               | Germania         | 0                |  |    |            |            |            |    | Finale 3° posto | Finale 3° posto | Finale 3° posto |        |
|  | 2D               | Paesi Bassi      | 1                |  |  |                  |                  | 0                |  |    |            |            |            |    |                 |                 |                 |        |
|  | 3B               | Germania         | 3                |  |  |                  |                  |                  |  | 1D | Polonia    | 1          |            | 1A | Francia         | 0               |                 |        |
|  | 3B               | Germania         | 3                |  |  |                  |                  |                  |  | 1D | Polonia    | 1          |            | 1A | Francia         | 0               |                 |        |
|  | 1C               | Russia           | 3                |  |  |                  |                  |                  |  |    | 2C         | Slovenia   | 3          |    |                 | 1D              | Polonia         | 3      |
|  | 1C               | Russia           | 3                |  |  |                  |                  |                  |  |    | 2C         | Slovenia   | 3          |    |                 | 1D              | Polonia         | 3      |
|  | 4A               | Grecia           | 0                |  |  | 1C               | Russia           | 1                |  |    |            |            |            |    |                 |                 |                 |        |
|  | 4A               | Grecia           | 0                |  |  | 1C               | Russia           | 1                |  |    |            |            |            |    |                 |                 |                 |        |
|  | 2C               | Slovenia         | 3                |  |  | 2C               | Slovenia         | 3                |  |    |            |            |            |    |                 |                 |                 |        |
|  | 2C               | Slovenia         | 3                |  |  | 2C               | Slovenia         | 3                |  |    |            |            |            |    |                 |                 |                 |        |
|  | 3A               | Bulgaria         | 1                |  |  |                  |                  |                  |  |    |            |            |            |    |                 |                 |                 |        |
|  | 3A               | Bulgaria         | 1                |  |  |                  |                  |                  |  |    |            |            |            |    |                 |                 |                 |        |

#### Ottavi di finale
| 21 settembre 2019 Omnisport Apeldoorn, Apeldoorn Durata: 2h:01 - Spettatori: 3 200 | Paesi Bassi | 1 - 3 | Germania  | 17-25, 22-25, 32-30, 23-25        |
| 21 settembre 2019 Arena Stožice, Lubiana Durata: 1h:11 - Spettatori: 1 669         | Russia      | 3 - 0 | Grecia    | 25-16, 25-15, 25-16               |
| 21 settembre 2019 Sportpaleis, Anversa Durata: 1h:25 - Spettatori: 3 480           | Serbia      | 3 - 0 | Rep. Ceca | 31-29, 25-21, 25-18               |
| 21 settembre 2019 Hall XXL, Nantes Durata: 1h:15 - Spettatori: 7 293               | Francia     | 3 - 0 | Finlandia | 25-16, 25-23, 25-21               |
| 21 settembre 2019 Omnisport Apeldoorn, Apeldoorn Durata: 1h:08 - Spettatori: 6 500 | Polonia     | 3 - 0 | Spagna    | 25-18, 25-13, 25-16               |
| 21 settembre 2019 Sportpaleis, Anversa Durata: 1h:58 - Spettatori: 6 600           | Belgio      | 2 - 3 | Ucraina   | 22-25, 25-21, 25-14, 18-25, 10-15 |
| 21 settembre 2019 Arena Stožice, Lubiana Durata: 1h:52 - Spettatori: 8 368         | Slovenia    | 3 - 1 | Bulgaria  | 25-27, 25-17, 25-16, 25-17        |
| 22 settembre 2019 Hall XXL, Nantes Durata: 1h:25 - Spettatori: 3 119               | Italia      | 3 - 0 | Turchia   | 25-22, 25-18, 25-21               |

#### Quarti di finale
| 23 settembre 2019 Omnisport Apeldoorn, Apeldoorn Durata: 1h:21 - Spettatori: 3 750 | Polonia | 3 - 0 | Germania | 25-19, 25-21, 25-18              |
| 23 settembre 2019 Arena Stožice, Lubiana Durata: 2h:10 - Spettatori: 11 225        | Russia  | 1 - 3 | Slovenia | 23-25, 22-25, 25-21, 21-25       |
| 24 settembre 2019 Sportpaleis, Anversa Durata: 2h:06 - Spettatori: 1 650           | Serbia  | 3 - 2 | Ucraina  | 21-25, 25-23, 25-22, 19-25, 15-9 |
| 24 settembre 2019 Hall XXL, Nantes Durata: 1h:24 - Spettatori: 7 025               | Francia | 3 - 0 | Italia   | 25-16, 27-25, 25-14              |

#### Semifinali
| 26 settembre 2019 Arena Stožice, Lubiana Durata: 2h:07 - Spettatori: 11 425    | Polonia | 1 - 3 | Slovenia | 23-25, 26-24, 22-25, 23-25       |
| 27 settembre 2019 AccorHotels Arena, Parigi Durata: 2h:15 - Spettatori: 12 574 | Serbia  | 3 - 2 | Francia  | 23-25, 25-23, 25-21, 17-25, 15-7 |

#### Finale 3º posto
| 28 settembre 2019 AccorHotels Arena, Parigi Durata: 1h:27 - Spettatori: 6 872 | Francia | 0 - 3 | Polonia | 24-26, 22-25, 21-25 |

#### Finale
| 29 settembre 2019 AccorHotels Arena, Parigi Durata: 1h:44 - Spettatori: 12 654 | Serbia | 3 - 1 | Slovenia | 19-25, 25-16, 25-18, 25-20 |

## Podio

### Campione
Formazione: 1 Aleksandar Okolić, 2 Uroš Kovačević, 4 Nemanja Petrić, 5 Lazar Ćirović, 6 Nikola Peković, 7 Petar Krsmanović, 8 Marko Ivović, 9 Nikola Jovović, 14 Aleksandar Atanasijević, 16 Dražen Luburić, 17 Neven Majstorović, 18 Marko Podraščanin, 20 Srećko Lisinac, 21 Vuk Todorović, CT: Slobodan Kovač

### Secondo posto
Formazione: 1 Tonček Štern, 2 Alen Pajenk, 4 Jan Kozamernik, 5 Alen Šket, 6 Mitja Gasparini, 9 Dejan Vinčić, 10 Sašo Štalekar, 11 Žiga Štern, 12 Jan Klobučar, 13 Jani Kovačič, 15 Matic Videčnik, 16 Gregor Ropret, 17 Tine Urnaut, 18 Klemen Čebulj, CT: Alberto Giuliani

### Terzo posto
Formazione: 1 Piotr Nowakowski, 2 Maciej Muzaj, 3 Dawid Konarski, 4 Marcin Komenda, 7 Artur Szalpuk, 9 Wilfredo León, 10 Damian Wojtaszek, 11 Fabian Drzyzga, 13 Michał Kubiak, 14 Aleksander Śliwka, 15 Jakub Kochanowski, 17 Paweł Zatorski, 20 Mateusz Bieniek, 77 Karol Kłos, CT: Vital Heynen

## Classifica finale
| Pos     | Squadra            |
| ------- | ------------------ |
| Oro     | Serbia             |
| Argento | Slovenia           |
| Bronzo  | Polonia            |
| 4       | Francia            |
| 5       | Russia             |
| 6       | Italia             |
| 7       | Ucraina            |
| 8       | Germania           |
| 9       | Belgio             |
| 10      | Paesi Bassi        |
| 11      | Bulgaria           |
| 12      | Turchia            |
| 13      | Rep. Ceca          |
| 14      | Finlandia          |
| 15      | Spagna             |
| 16      | Grecia             |
| 17      | Macedonia del Nord |
| 18      | Montenegro         |
| 19      | Slovacchia         |
| 20      | Portogallo         |
| 21      | Romania            |
| 22      | Bielorussia        |
| 23      | Austria            |
| 24      | Estonia            |